# Artur London
Artur London   (Ostrava, 1 de febrer de 1915 - París, 8 de novembre de 1986) va ser un escriptor i polític txecoslovac. Va ingressar als 14 anys en les Joventuts Comunistes, va lluitar amb les Brigades Internacionals a Espanya i va ser membre de la Resistència francesa a partir del 1940. Va ser deportat a Mauthausen el 1942.
El 1949 va ser nomenat vice-ministre d'Afers exteriors de Txecoslovàquia. Va ser detingut el 1951 i un dels catorze acusats en el Procés de Praga de 1952. Atenent a l'antisemitisme manifestat per Stalin després de la Segona Guerra Mundial, el fet que London fos jueu no seria aliè a la seva persecució. El procés va acabar amb onze condemnes a mort a la forca i tres cadenes perpètues, entre les quals la d'Artur London, tot i que va ser rehabilitat el 1956. El 1963, London va abandonar Txecoslovàquia i es va instal·lar a França, on va publicar Espagne..., una obra dedicada a la Guerra Civil, la qual cosa per a ell va ser una manera de rehabilitar als veterans de les Brigades Internacionals que havien estat empresonats o executats en els processos duts a terme a Praga, Budapest i Sofia. El 1968 va publicar L'Aveu (La confessió), que va inspirar una pel·lícula homònima de Costa Gavras el 1970, amb guió de Jorge Semprún amb Yves Montand com London. Va morir a Paris el 1986.
La seva dona va ser Lise London, amb nom de soltera Lise Ricol, d'origen espanyol i cunyada del dirigent del Partit Comunista Francès Raymond Guyot.

## Obres
- Les fonts de la confessió, publicat en català per Edicions de 1984.[3]
- Es van aixecar abans de l'alba, escrit per Artur London a Praga, a la seva sortida de la presó, és la història de la Guerra Civil espanyola vista per un dels més de trenta mil voluntaris de més de trenta països que van formar les Brigades Internacionals, d'un dels himnes de les quals està extret el títol.